# Bonner Münster

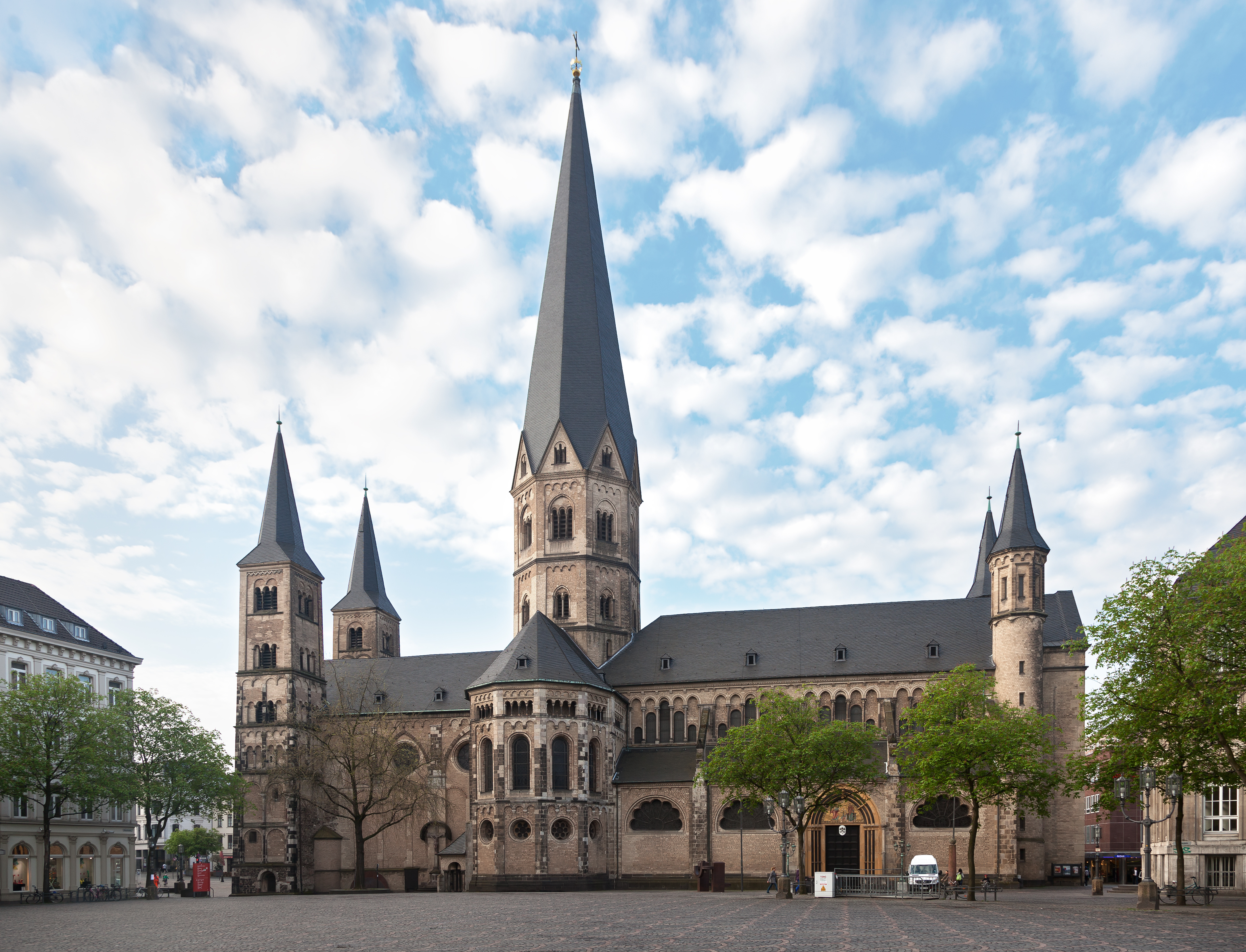
Bonner Münster von Norden (2013)

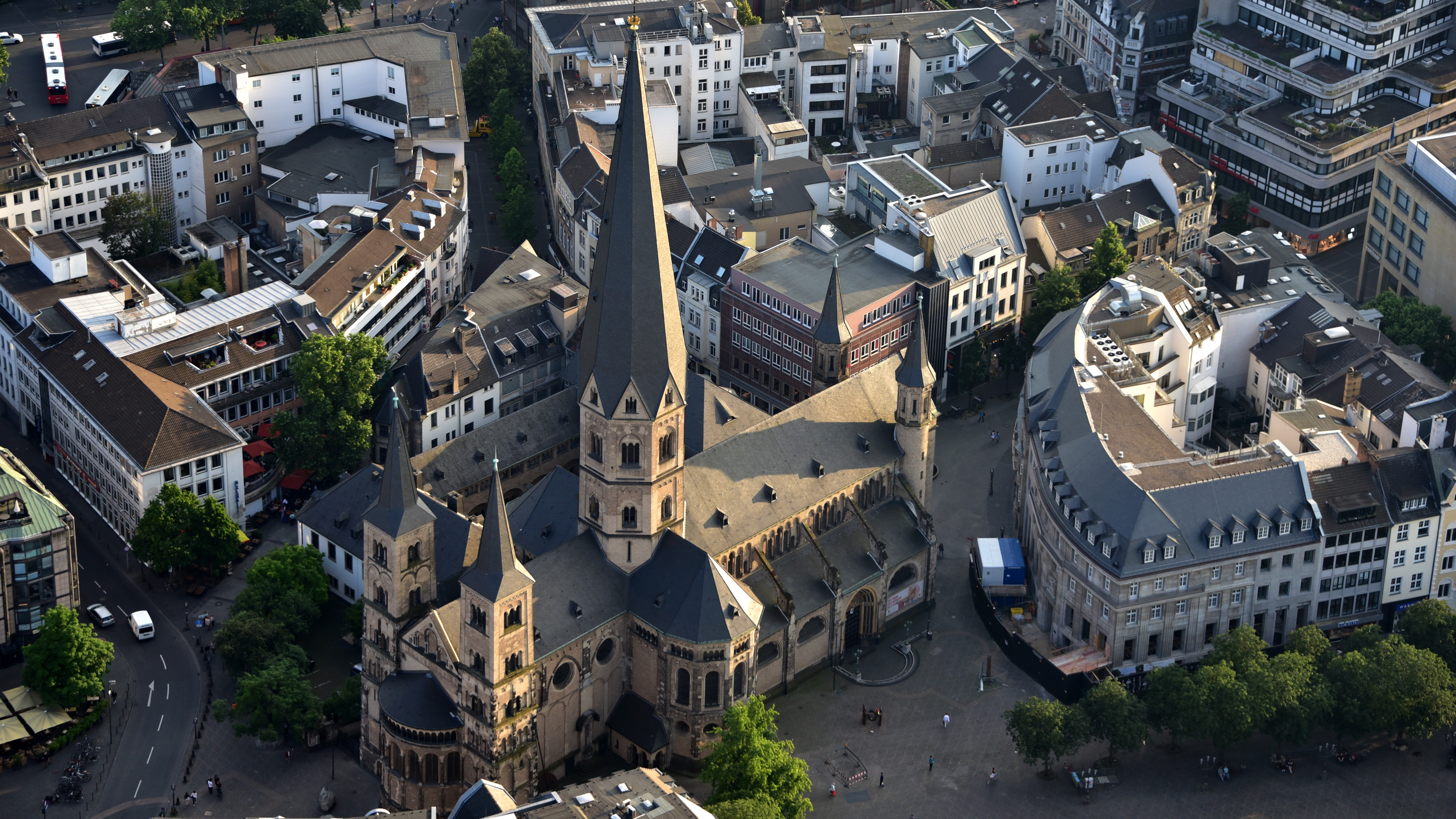
Luftaufnahme (2016)

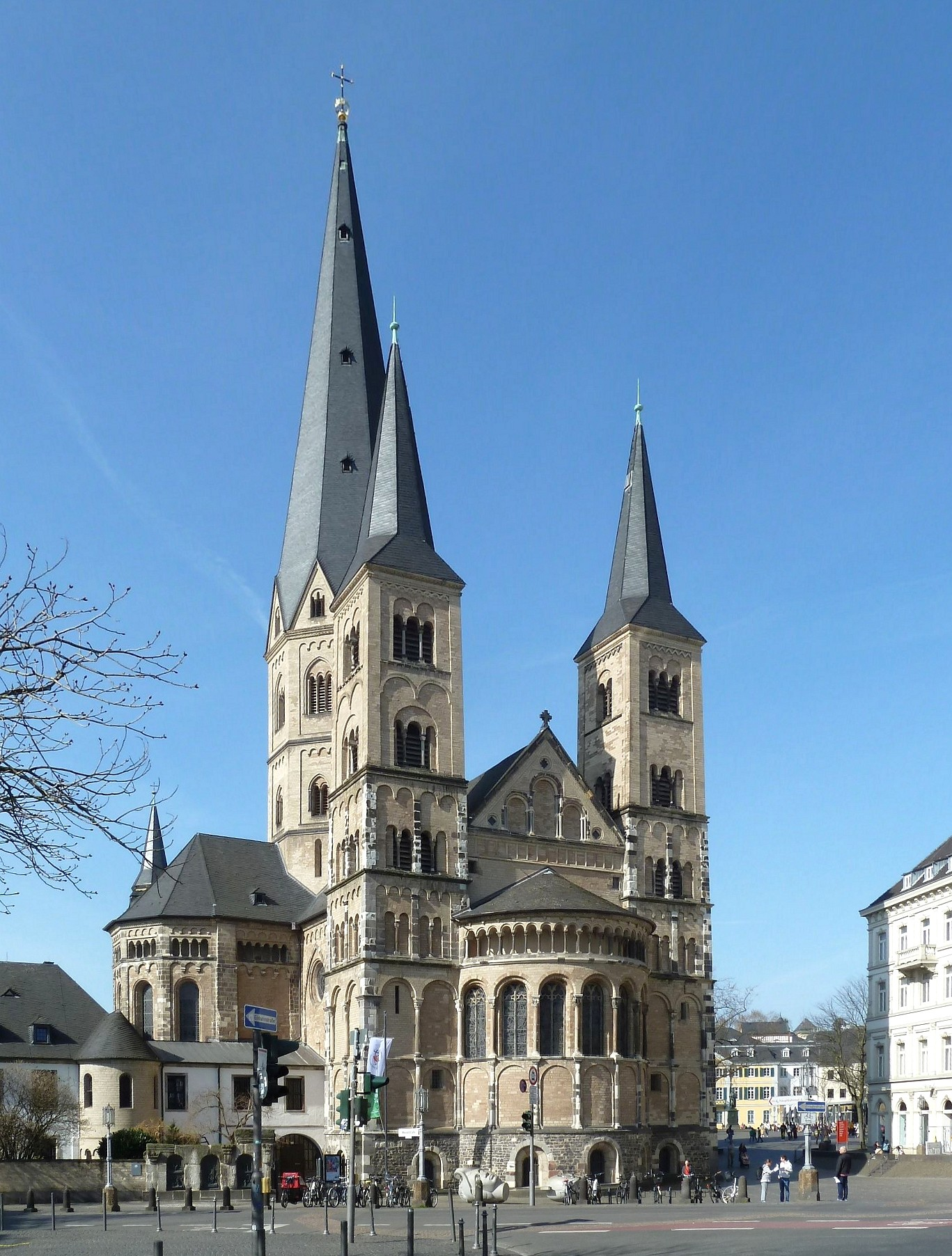
Ansicht aus Südost

Das Bonner Münster, auch Münsterbasilika genannt, ist die katholische Hauptkirche in Bonn und ein Wahrzeichen der Stadt. Es wurde im 11. Jahrhundert als romanische Stiftskirche St. Cassius und Florentius des Cassius-Stifts erbaut. Nach der Säkularisation des Stiftes am Beginn des 19. Jahrhunderts und dem Abriss der benachbarten Pfarrkirche St. Martin im Jahr 1812 kam das Münster in den Besitz der Pfarre St. Martin. Seit 1956 trägt das Münster den Titel Basilica minor. Das Bonner Münster wird seit 2017 generalsaniert, der Innenraum ist seit dem 31. Oktober 2021 wieder geöffnet.

## Vorgeschichte
Altäre für römische Götter wie Mercurius Gebrinius und die Matronae Aufaniae, die im Bereich des Münsters gefunden wurden, deuten darauf hin, dass an dem Ort, an dem später die Kirche errichtet wurde, in der Römerzeit eine Kultstätte bestand. Gräber, Grabmale und eine Cella memoriae, eine antike römische Toten-Gedenkstätte, weisen auf die Existenz einer „kleinen Nekropole“ hin, die seit dem 2. Jahrhundert hier bestand. Die Cella memoriae war ein Fachwerkbau und hatte im Innenraum steinerne Bänke und zwei Tische. Hier wurde der Toten bei einer kultischen Mahlzeit gedacht.
Um die Mitte des 6. Jahrhunderts wurde am Platz der schon im 4. Jahrhundert wieder abgebrochenen Toten-Gedenkstätte ein Saal erbaut, ein 13,70 Meter langes und 8,80 Meter breites Gebäude, dessen Längsachse sich von Südwest nach Nordost erstreckte. Bereits während der Bauzeit oder kurz danach erfolgte in dem neuen Rechtecksaal die erste Bestattung in einem Plattengrab. Kurze Zeit später entstand der erste Estrich. Die Lage des ältesten Grabes wurde darin durch ein Kreuz aus Buntmarmorplättchen kenntlich gemacht. Die hier bestatteten Merowinger rechneten sich also dem christlichen Glauben zu. Die ersten Gräber in dem Gebäude zeichnen sich „durch ihre aufwändige Gestaltung, die reichen und zum Teil importierten Beigaben und natürlich ihre Lage aus“. Weitere Bestattungen in dem Gebäude und im Außenbereich fanden in der Folgezeit statt.
Spätestens am Ende des 7. Jahrhunderts siedelten sich Kleriker in der Nähe der Architektur an und vermutlich „lebten hier Abt Gislo und ein Diakon, die in der ältesten Schriftquelle zu den Bauten am Ort des Münsters aus der Zeit um 691/92 genannt werden.“ Das Aussehen des Saalbaus wurde durch An- und Umbauten immer wieder verändert, unter anderem mehrere Grabräume und andere Bauteile. Am Ende des 8. Jahrhunderts folgten weitere Um- und Ausbauarbeiten. Vor dem Gebäude wurde ein Mörtelestrich ausgebracht, der wahrscheinlich Teil des 787/88 genannten Atriums ist. Mit diesen Arbeiten endete die Baugeschichte dieser Architektur.
Das Gebäude diente wohl schon im Mittelalter als Grabstätte der als Märtyrer verehrten Cassius und Florentius. Mit der Gründung des Cassius-Stiftes in karolingischer Zeit am Ende des 8. Jahrhunderts entstand an diesem Ort die Stiftskirche St. Cassius und Florentius. Die in der folgenden Bildergalerie gezeigten antiken Weihaltäre wurden bei den anfangs genannten Ausgrabungen im Münster gefunden.

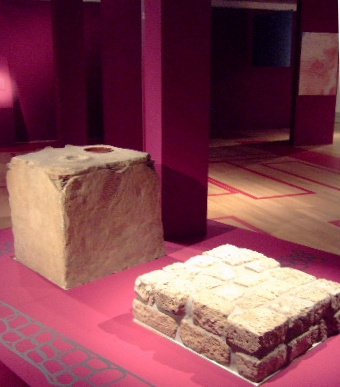
Innenausstattung der Cella memoriae
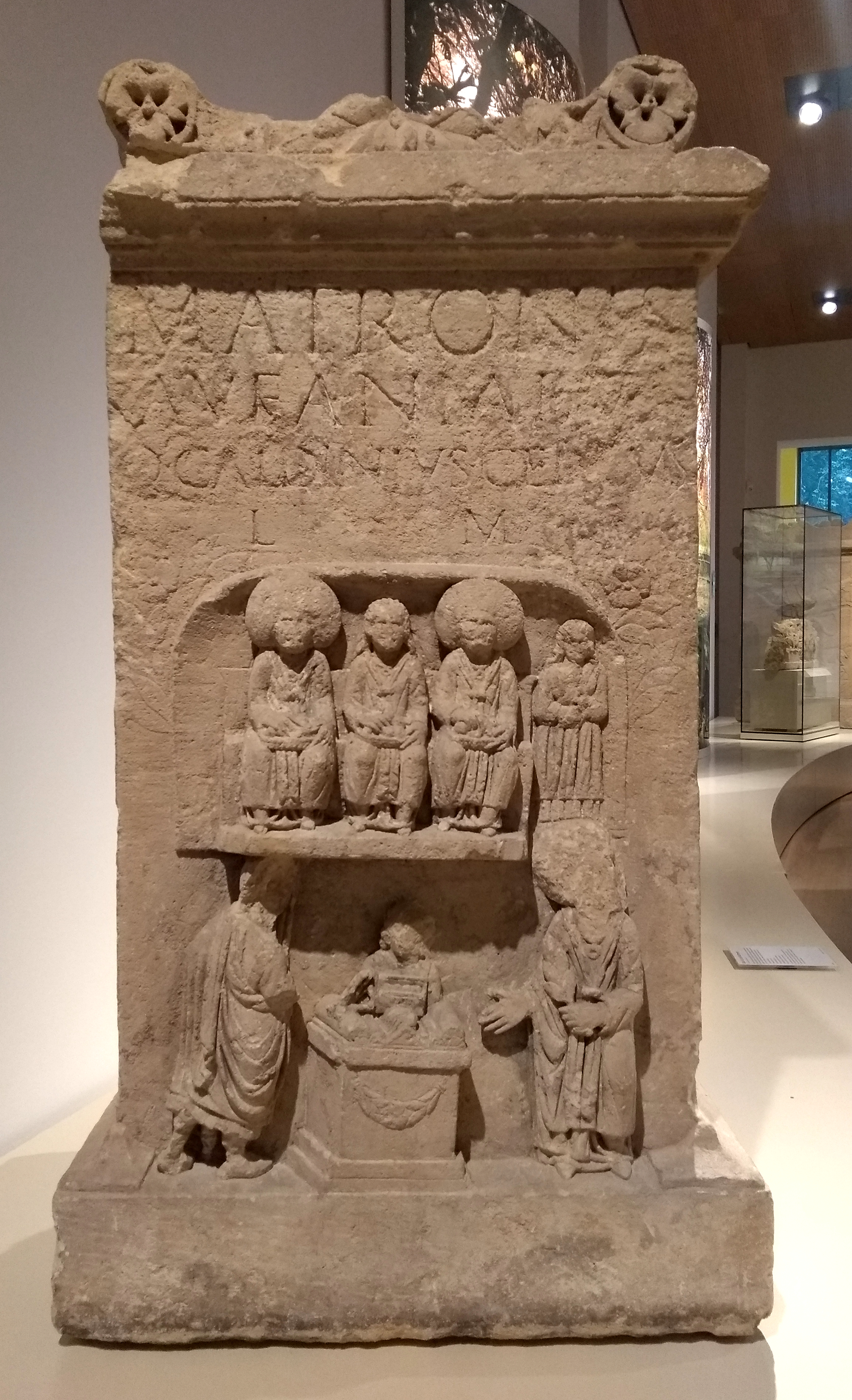
Weihaltar für die Matronae Aufaniae
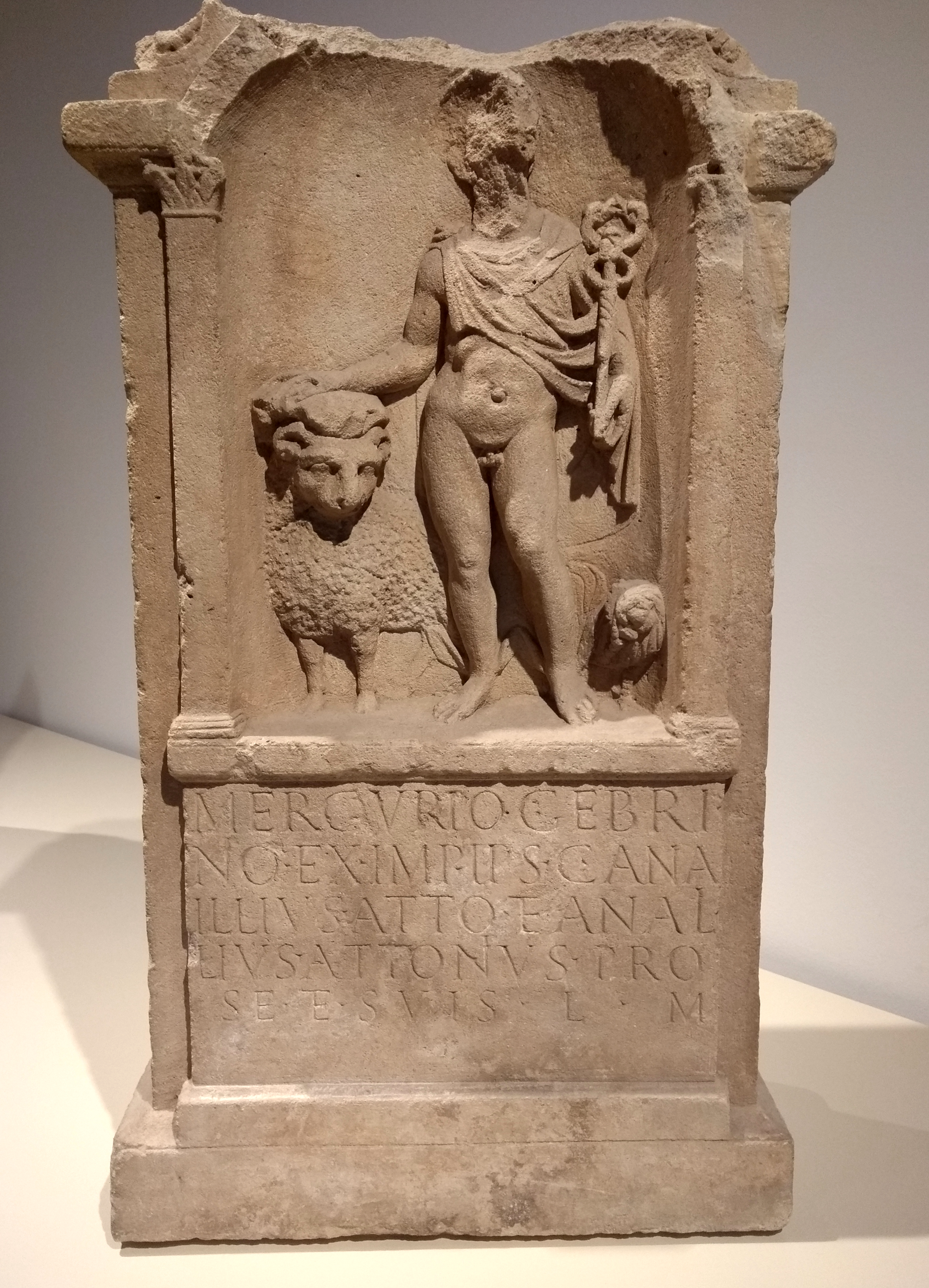
Weihaltar für Mercurius Gebrinius
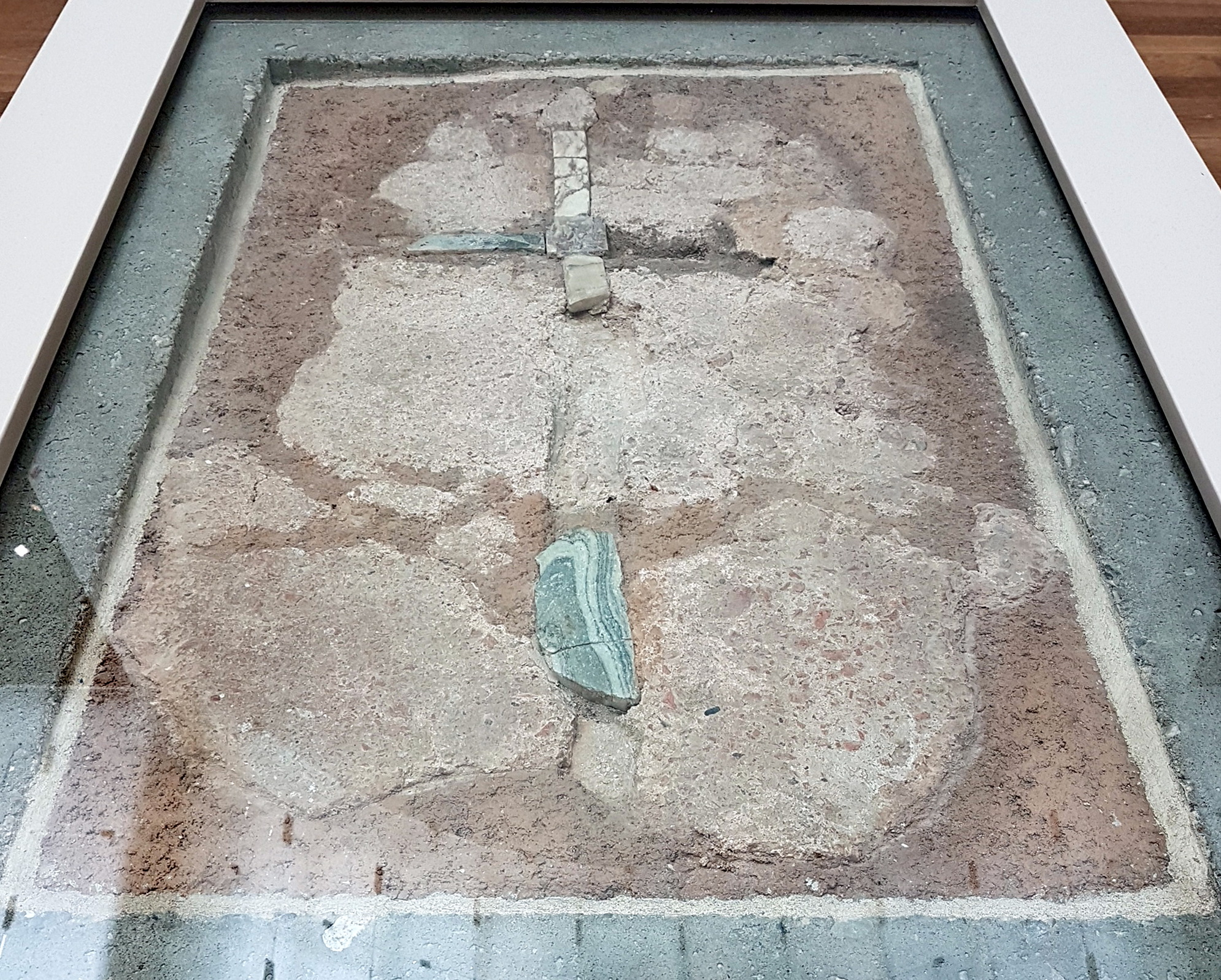
Estrichkreuz (6. Jh.)
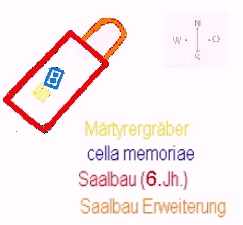
Vorläuferbauten des Münsters
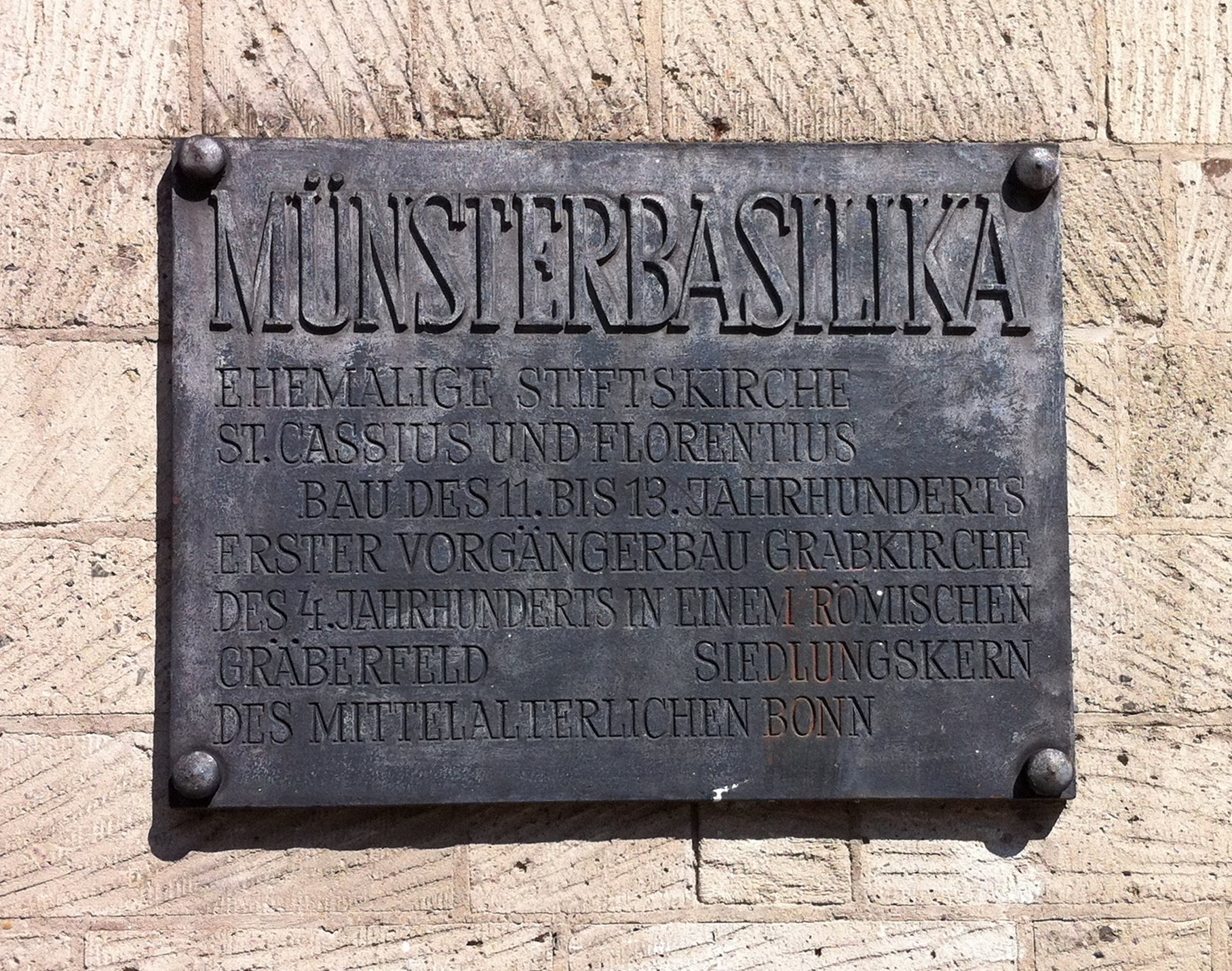
Infotafel an der Münsterbasilika

## Architektur

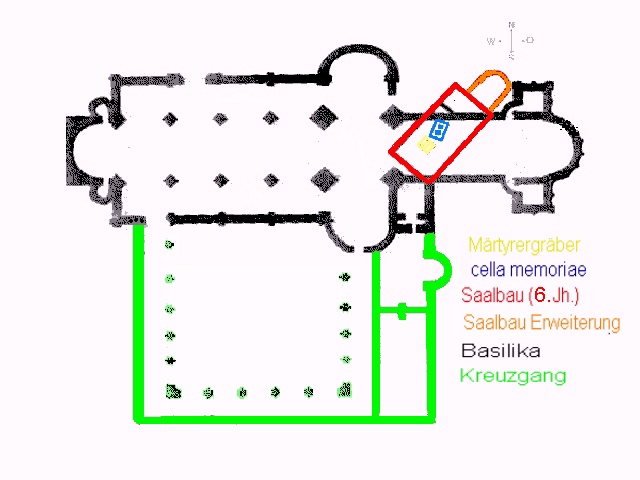
Grundriss des Münsters

Die alte Stiftskirche wurde um das Jahr 1050 abgerissen und wich einem geosteten Neubau im romanischen Stil. Dieser Neubau war eine der ersten Kirchengroßanlagen im Rheinland, eine dreischiffige Kreuzbasilika.
Die Querarme des Baus, die von einer fast quadratischen Vierung ausgingen, überragten nur wenig die Seitenschiffe. Die Basilika hatte eine doppelte Choranlage: einen Langchor über einer dreischiffigen Krypta im Osten, unter der sich eine Gruft befand, und einen Westchor ebenfalls mit Krypta. Vom Bauwerk des 11. Jahrhunderts sind außer der Gruft noch Teile der Ostkrypta und des Hochchores sowie der Westbau erhalten.
In der Gruft befinden sich drei Steinsarkophage und eine weitere ziegelummauerte Bestattung, in denen die Reliquien der Bonner Märtyrer Cassius, Florentius und Gefährten gelegen haben sollen. 1166 ließ Gerhard von Are die Reliquien in kostbare Schreine legen, die ihren Platz am Hochaltar fanden.

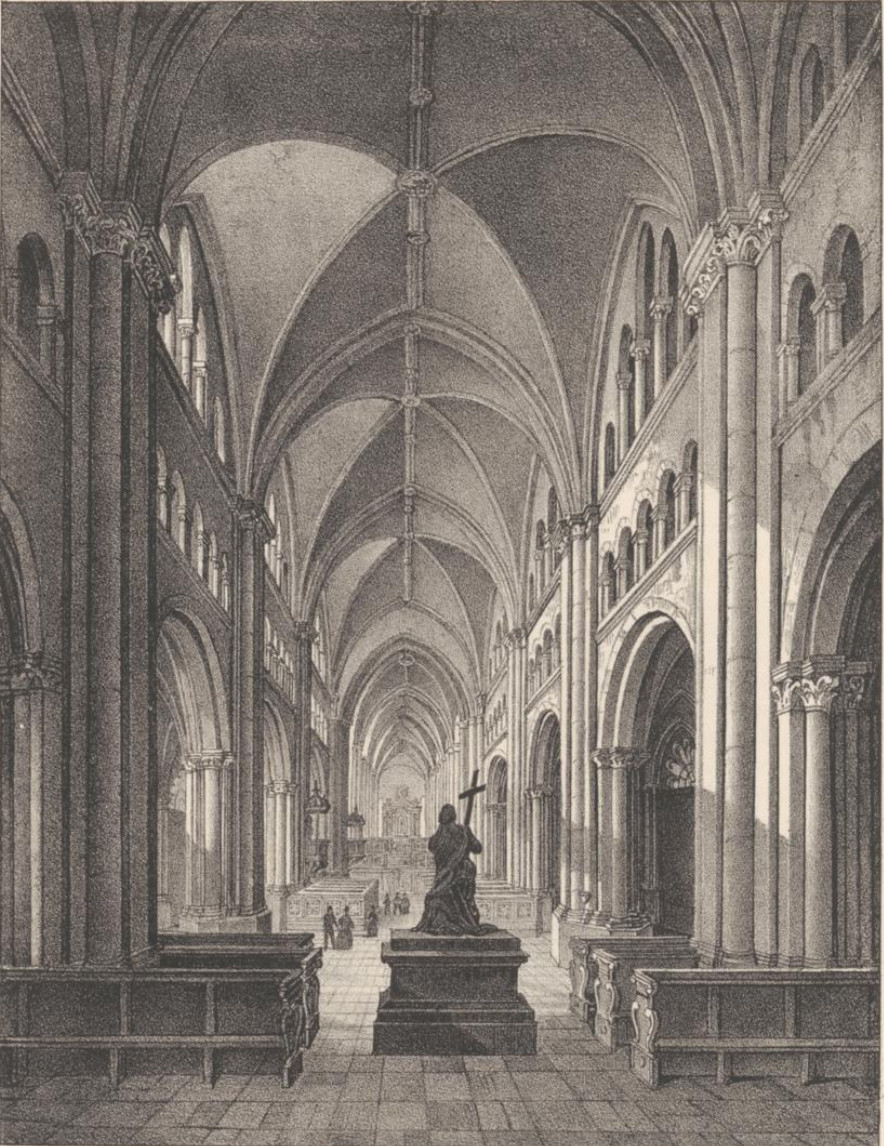
Mittelschiff mit spitzbogigen Schildbögen (Teichgräber 1839)

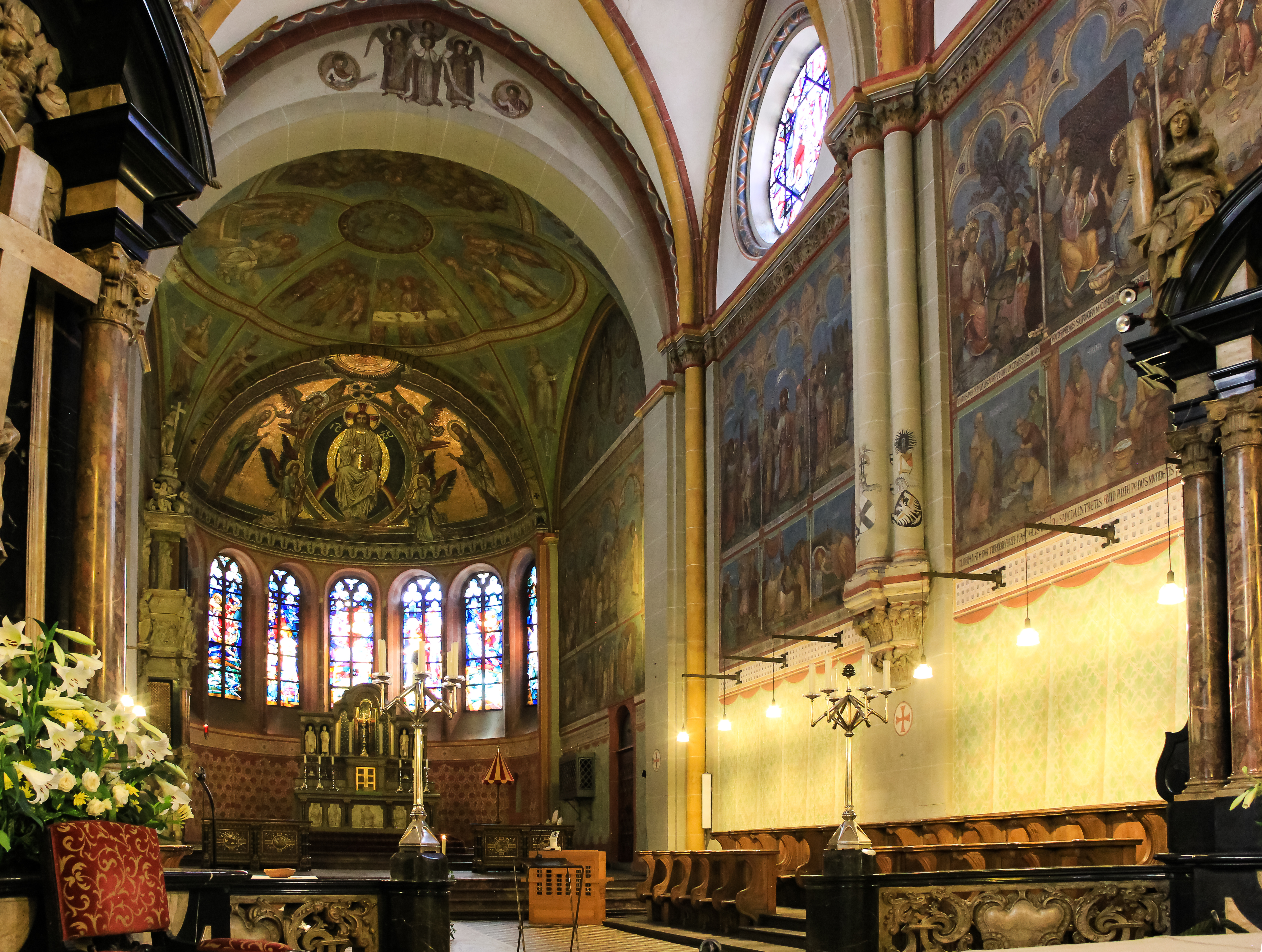
Spitzbögen und Wulstrippen vor den Chorjochen, kuppelähnliches Kreuzgratgewölbe des östlichen Chorjochs, ungegliederte Halbkuppel der Ostapsis

Der Propst Gerhard von Are ließ ab 1140 den Ostchor um ein quadratisches weiteres Joch und die Apsis verlängern, dazu die Flankentürme dieses Chores errichten. Die Apsis, von innen ein Halbrund mit ungegliederter Halbkuppel, hat außen, ebenfalls halbrund, eine reich gegliederte Fassade mit sieben nahe beieinander stehenden Fenstern, darüber einer Zwerggalerie und darunter flachen Rundbogenblenden. Die Außenwände der Krypta sind aus dunkelfarbigem Bruchstein, die Wandflächen der übrigen Gebäudeteile aus Tuffstein. Dieser Erweiterungsbau konnte 1153 eingeweiht werden. Die Reliquien ließ Gerhard von Are 1166 in kostbare Schreine unter dem Hochaltar legen. Bautätigkeit dieses Propstes ist auch der Kreuzgang an der Südseite der Kirche zu verdanken.
Ohne überlieferten Baubeginn wurden danach Schritt für Schritt alle Teile der Kirche außer Ostjoch und Ostapsis ersetzt oder erneuert, zunächst in staufisch geprägter Romanik, dann in romanisch-gotischem Übergangsstil: zunächst wurde das Querhaus ersetzt, das an beiden Enden in Konchen endet, im Unterschied zu ihren Kölner Vorbildern und o. g. Bonner Ostapsis mit polygonalen 5/12 Schlüssen und Rippengewölben, und über der Vierung ein zunächst eingeschossiger achteckiger Turm errichtet. Als Nächstes wurden bis etwa 1210 die beiden alten Joche des Ostchors erhöht und mit spitzbogigen Gewölben mit Wulstrippen im Stil der Frühgotik gedeckt, außerdem die Chorflankentürme um je zwei noch ganz romanische Geschosse erhöht.

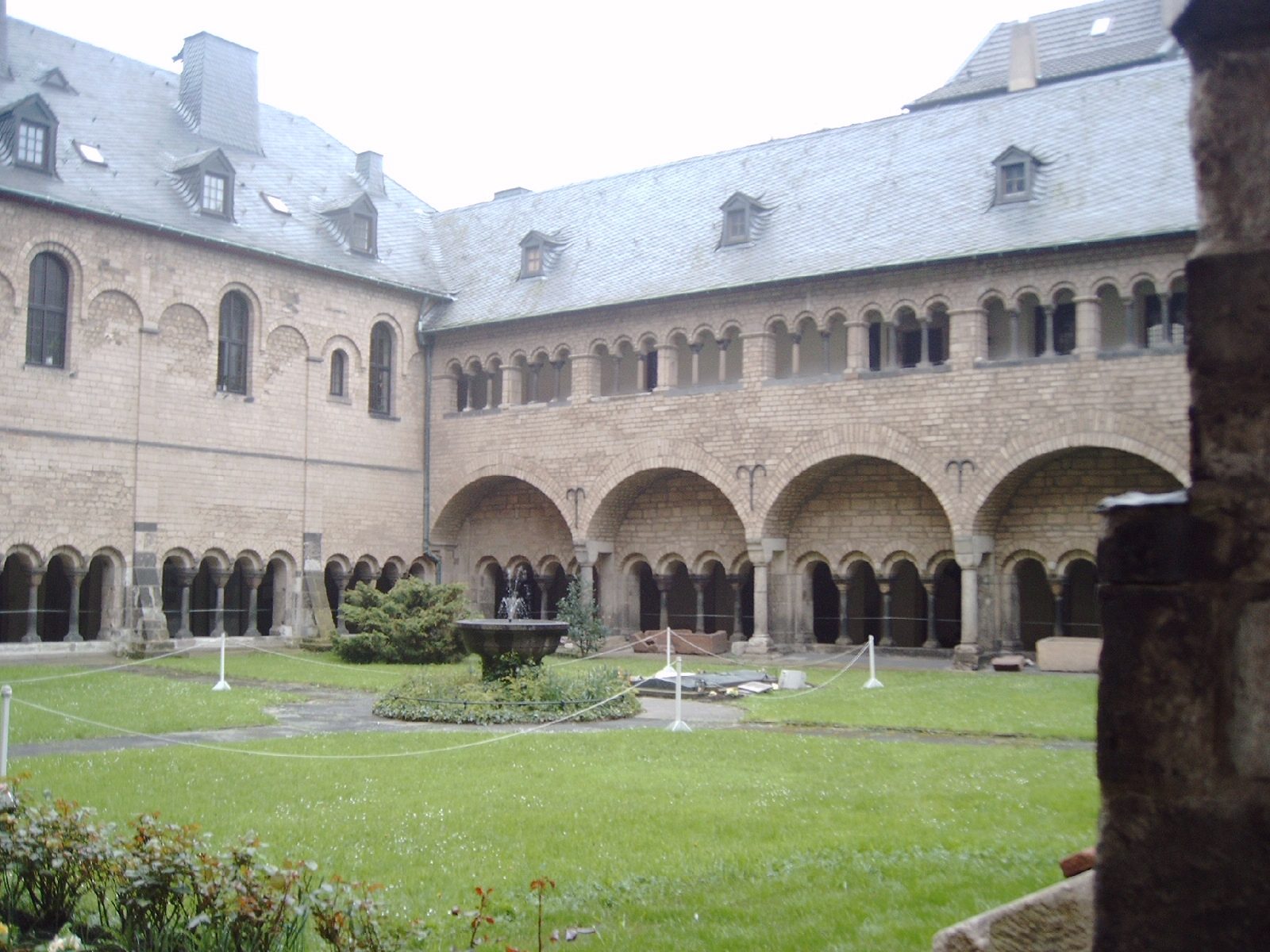
Kreuzgang

Die nächste Bauphase war der Neuaufbau des Langhauses mit Verbreiterung der Seitenschiffe, Aufgabe der Westkrypta und Umgestaltung der Westapsis. Die genaue Datierung der Neuaufführung des Langhauses ist unter Kunsthistorikern umstritten und variiert zwischen den Jahren 1220 bis 1240; auf letztgenanntes Jahr deutet die einzige plausible Quelle aus der Chronik des Klosters Floreffe hin, die eine Zerstörung des alten Langhauses durch Brand im Jahr 1239 festschreibt. Das Langhaus zeigt beispielhaft die Vermengung romanischer und gotischer Formen im rheinischen Übergangsstil: Die Seitenschiffe haben Rippengewölbe und spitzbogige Gurtbögen, aber ihre Arkaden und Schildbögen sind noch rundbogig. Rundbogig sind auch die Arkaden der Emporen, aber die Kreuzrippengewölbe des Mittelschiffs sind ganz und gar spitzbogig.
Um 1240 entstanden das gotische Portal zum Münsterplatz sowie die oberen Geschosse und das Pyramidendach des Vierungsturms.
In den Jahren 1583–1589 und 1689 wurde das Münster erheblich zerstört, jedoch immer wieder vereinfacht aufgebaut. 1883–1889, 1934 und nach Bombenschäden im Zweiten Weltkrieg wurde es restauriert. Die Planung des Wiederaufbaus nach dem Zweiten Weltkrieg übernahm Toni Kleefisch.

## Ausstattung

### Innen

#### Grundsätzliches
Enthält das Kirchengebäude romanische und gotische, so überwiegen bei der Ausstattung barocke Stilelemente. Sehenswert im Innern sind zwei Altäre aus Marmor (17. und 18. Jahrhundert), die Bronzestatue der Heiligen Helena, das Sakramenthäuschen, der Kreuzgang und die Krypta. Sieben Chorfenster wurden von Alexander Linnemann aus Frankfurt geschaffen.

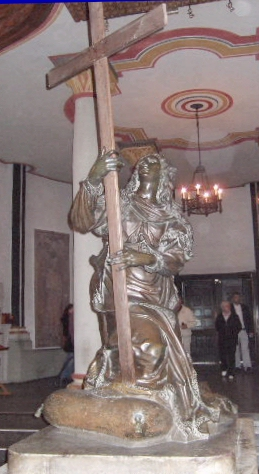
Bronzestatue der Hl. Helena
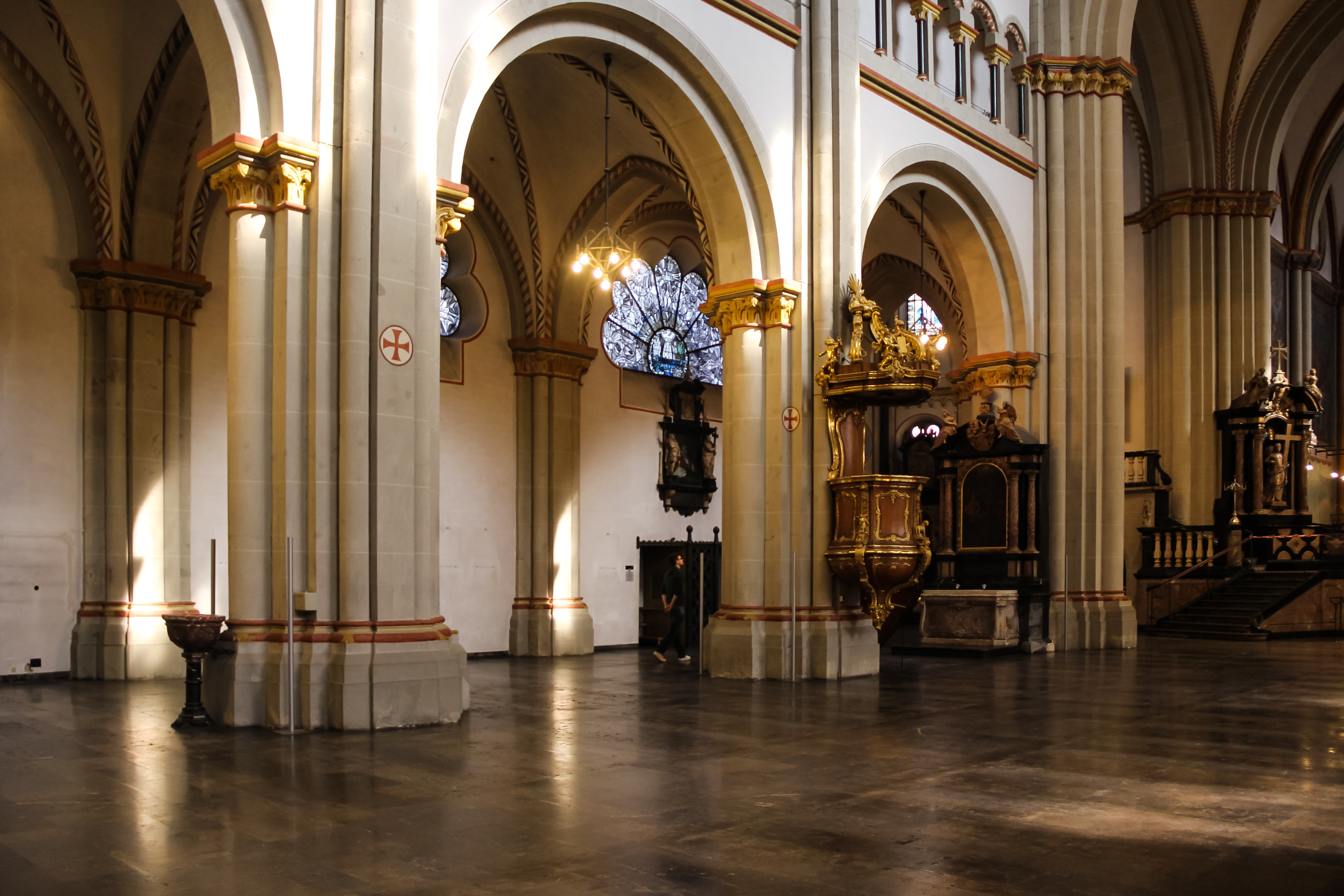
Kanzel und nördliches Seitenschiff
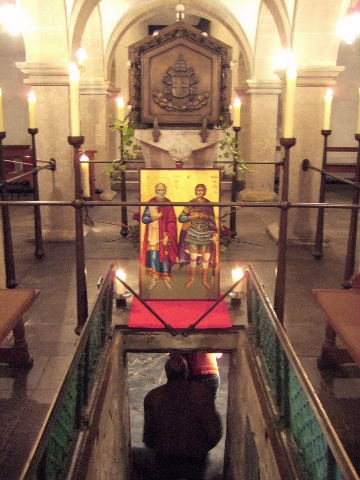
Zugang zur Gruft
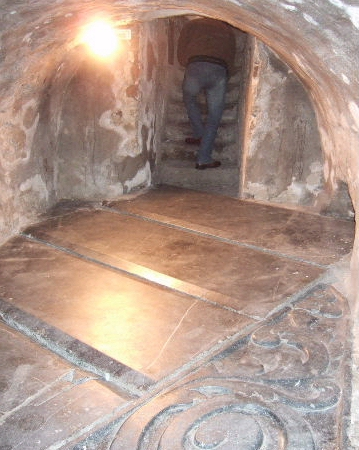
Gruft mit drei Grabplatten

#### Krypta und Gruft

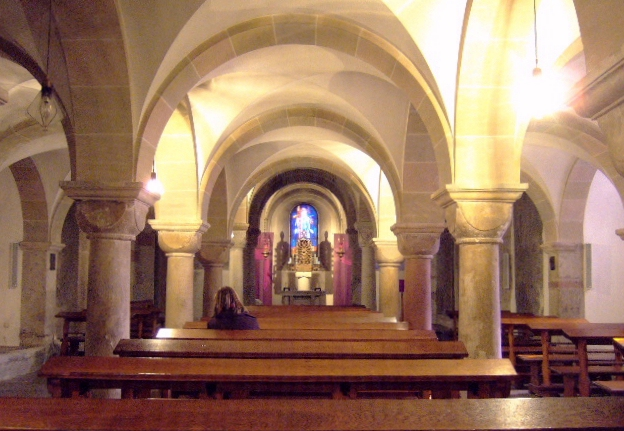
Ostkrypta

Der westliche Teil der Krypta mit seinen quadratischen Kreuzgratgewölben stammt aus der Mitte des 11. Jahrhunderts. Der östliche Teil wurde von Gerhard von Are angebaut.
Der in der Krypta zu besichtigende Schrein wurde 1971 von Hein Gernot geschaffen. Die historischen Schreine wurden 1587 durch Martin Schenk von Nideggen und seine Söldner geraubt und vermutlich eingeschmolzen. Die Soldateska raubte nahezu den gesamten Kirchenschatz und zerstörte die Fenster und Teile der Inneneinrichtung des Münsters.
Eine Falltür aus Bronze verschließt den Zugang zur Gruft. Sie ist nur während der Oktav des Stadtpatronenfestes (10. Oktober) zugänglich. In der Gruft bedecken vier Marmorplatten Gräber, in denen die legendären christlichen Märtyrer Cassius und Florentius gelegen haben sollen, denen im 12. Jahrhundert Malusius als dritter Märtyrer zugesellt wurde. Die schwarzen Marmorplatten wurden 1701 von einem Kanoniker gestiftet.

#### Grabstätte

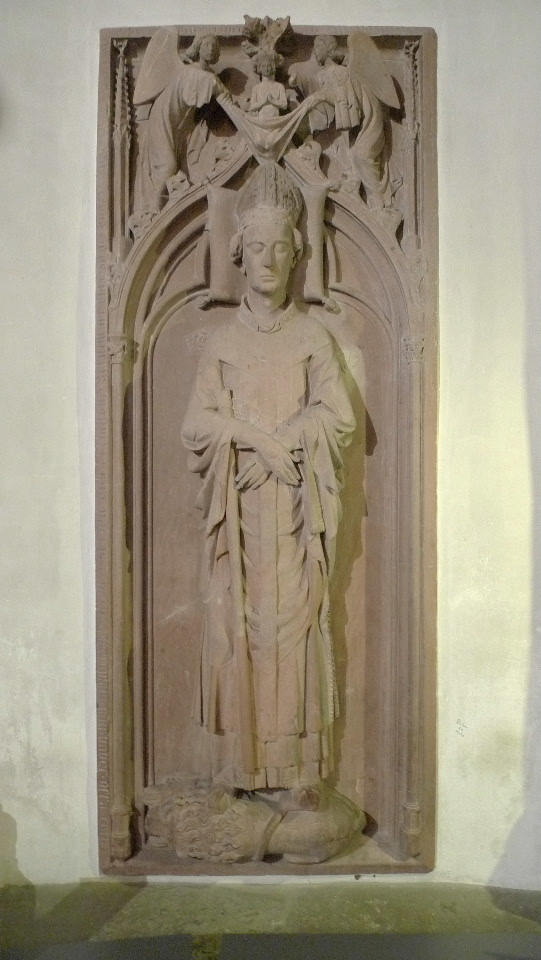
Grabplatte des Erzbischofs Engelbert II.

Vier Erzbischöfe wurden im Bonner Münster beigesetzt:
- Engelbert II. von Falkenburg: 56. Erzbischof von Köln von 1261 bis 1274
- Siegfried von Westerburg: 57. Erzbischof von Köln von 1275 bis 1297
- Heinrich II. von Virneburg: 59. Erzbischof von Köln von 1304 bis 1332
- Ruprecht von der Pfalz: 66. Erzbischof von Köln von 1463 bis 1480

Bis heute sind nur noch das Hochgrab Ruprechts von der Pfalz im östlichen Seitenschiff und die Grabplatte Engelberts von Falkenburg an einer Wand im Westchor erhalten.
Heinrich II. von Virneburg wurde in der Barbarakapelle der Münsterkirche neben seiner Schwester, der Äbtissin Ponzetta von Dietkirchen, beigesetzt. Sein Grab ist nicht mehr erhalten. Auch das Grab Siegfrieds von Westerburg ist nicht mehr nachweisbar.
Im Kreuzgang befindet sich eine Gruft mit den Gräbern ehemaliger Münsterpfarrer. Sie beherbergt auch das Grab des Kölner Weihbischofs Walter Jansen, der auf eigenen Wunsch als früherer Stadtdechant und Pfarrer am Bonner Münster dort bestattet werden wollte.

### Außen

#### Martin-Reliefs

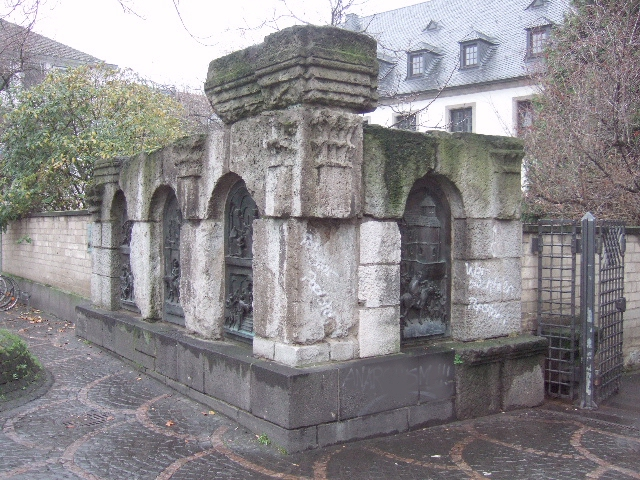
Vier Martin-Reliefs von 1961, Gemäuer aus römischen Spolien

Im Außenbereich des Münsters befinden sich an mehreren Stellen Denkmäler und Kunstwerke. Dazu gehören Ernemann Sanders Bronzereliefs mit Szenen aus dem Leben des Heiligen Martin. Die vier Reliefs sind eingefasst von einem Rahmenwerk, einem Eckaufbau aus Trachytblöcken. 1961 wurde dieser Teil der Mauer des Pfarrgartens neben dem Chor des Bonner Münsters aufgestellt. Fragmente von Pilastern, Kapitellen und Architraven lassen die Steinblöcke als Reste einer antiken Architektur erkennen. Sie wurden bei Grabungen 1929/30 im Fundament des mittelalterlichen Münsters, im Bereich von Krypta und Kreuzgang gefunden. „Diese sämtlichen Trachytquader müssen von einem sehr großen, monumental ausgestatteten Bauwerk stammen, dessen zweigeschossige Außenseiten sich zum Teil in Bogenöffnungen auflösen und mit Pilastern mit korinthischen Kapitellen verziert waren.“ Wo dieses Bauwerk auf dem Terrain des römischen Bonn errichtet worden war, ist nicht bekannt. Spätestens kurz vor dem Neubau des Münsters samt Stiftsanlage im 11. Jahrhundert wurde es abgebrochen. Das Steinmaterial diente zur Fundamentierung der neuen Kirche.
Das größere Stück des Eckbaus zeigt drei rundbogige Nischen, das im Winkel angefügte kürzere Stück nur eine Rundbogennische. Diese Vertiefungen, alle 165 Zentimeter hoch, doch unterschiedlich breit zwischen 80 und 90 Zentimetern, bergen seit 1983 die Martin-Reliefs von Ernemann Sander.

#### Grundriss der alten Tauf- und Pfarrkirche St. Martin
Im Bereich des im Osten an den Chor des Münsters anschließenden Martinsplatz gibt es in der Pflasterung und im Asphalt der Straße ein Band aus Porphyrquadern. Dieses Band zeichnet den Grundriss der alten Tauf- und Pfarrkirche St. Martin aus dem zweiten Viertel des 12. Jahrhunderts nach. Sie war ein Rundbau mit doppelgeschossigem Umgang, halbrunder Apsis im Osten und einer zweistöckigen Westvorhalle über leicht trapezförmig sich verjüngendem Grundriss. Der kleine Zentralbau stürzte bei einem Sturm 1812 ein und wurde daraufhin abgerissen.

#### Pranger

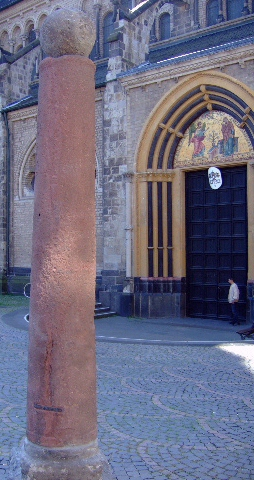
Pranger, dahinter das gotische Hauptportal mit dem Mosaik von 1891, am Türsturz das Wappen des Heiligen Stuhls zur Kennzeichnung als Basilica minor

Vor dem Hauptportal des Münsters, im Bereich des Münsterplatzes, steht der Bonner Pranger. Er befindet sich auf einer Trachytplatte. Die Säule ragt 2,70 Meter hoch und besteht aus römischem Sandstein. Bekrönt ist die Säule von einer Trachytkugel, dem Hoheitszeichen des Gerichtsherrn. Ein abgebrochener Eisendübel an halber Säulenhöhe lässt auf ein Halseisen an dieser Stelle schließen. Die Säule wurde 2005 durch einen Verkehrsunfall zerbrochen und anschließend restauriert.

#### Martinsbrunnen
Den Martinsbrunnen vor dem Westportal des Münsters schuf der Berliner Bildhauer Georg Christian Heinrich Götschmann (1857–1929) im Jahr 1902. Er selbst nannte seinen Brunnen Martinitreiben: Die Szenerie zeigt Kinder, die versuchen, Gänse für das Festessen am Martinstag zusammenzutreiben. Im Zweiten Weltkrieg mussten die Bronzefiguren als Metallspende des deutschen Volkes abgeliefert werden und dienten zur Herstellung von Kriegsgerät. Erst 1958 erfolgte nach den erhaltenen Gipsformen eine Rekonstruktion durch Ingeborg von Rath.

#### Skulpturen

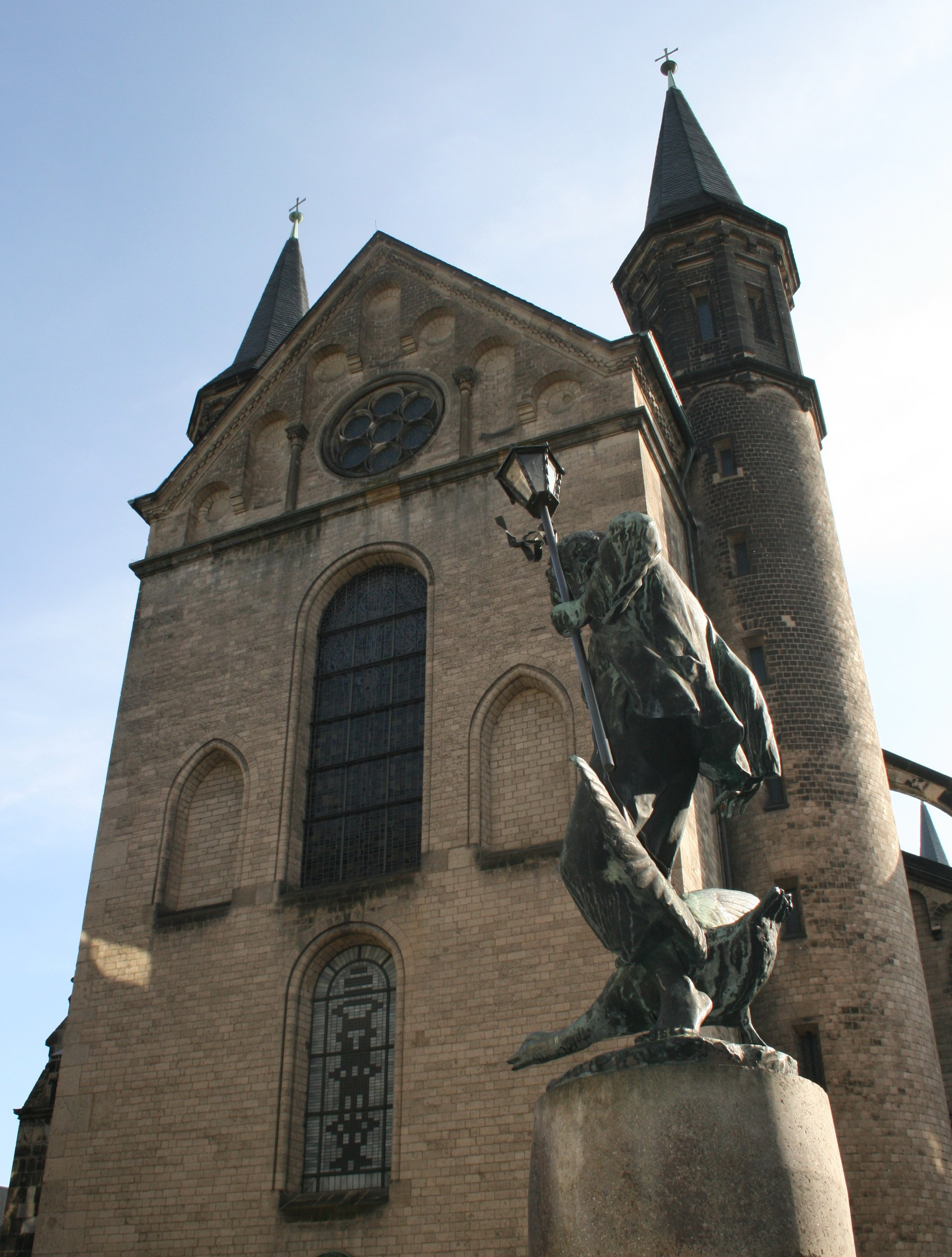
Martinsbrunnen vor dem Westgiebel des Münsters

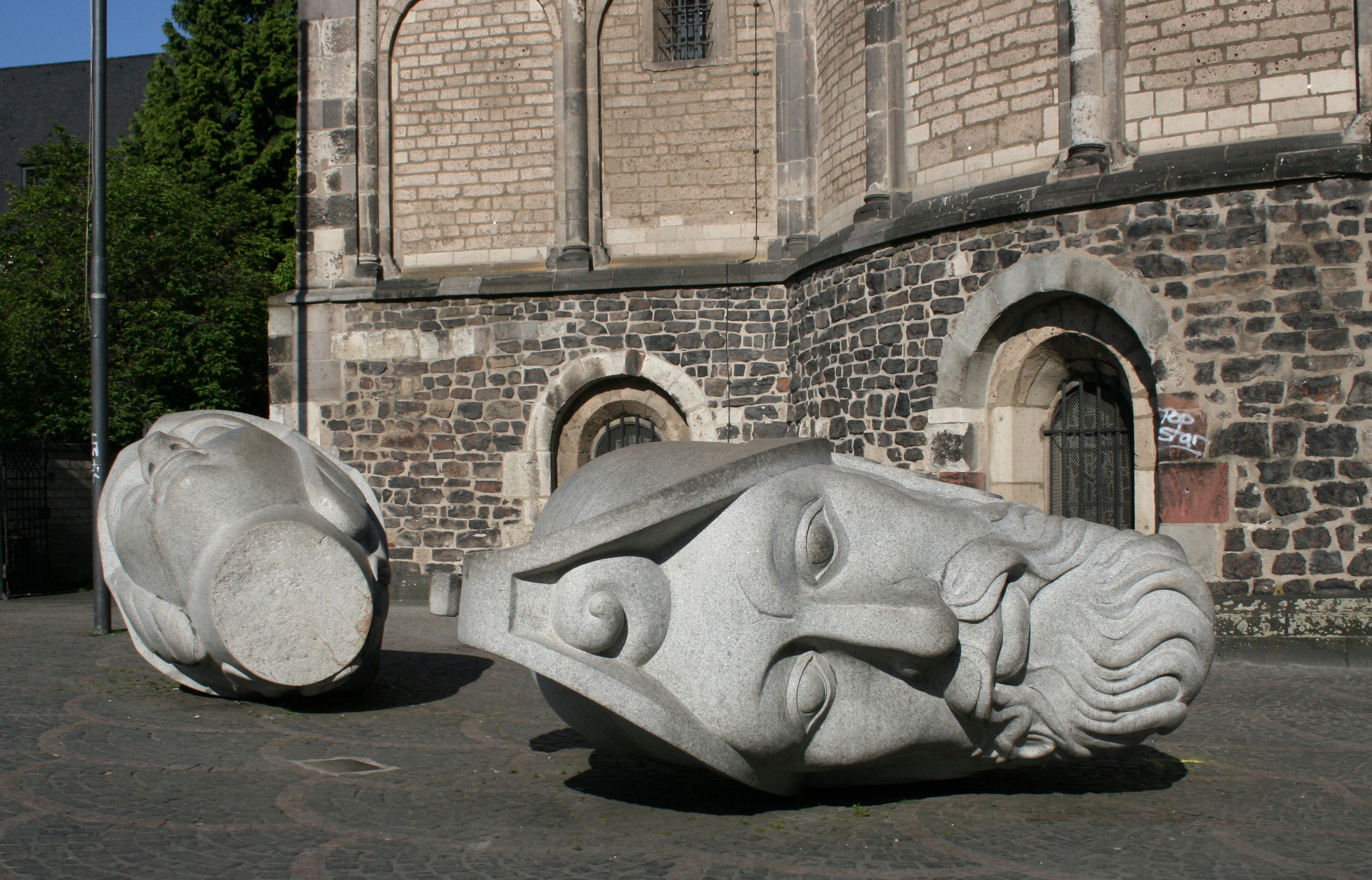
Granitköpfe von Cassius und Florentius vor der Außenwand der Krypta unter der Ostapsis

Ebenfalls im Bereich des Hauptportals befindet sich seit 2001 Eduardo Chillidas monumentale Stahlkonstruktion De Musica IV.
Weniger auffallend und ebenfalls noch im Bereich des Münsterplatzes befindet sich ein vierteiliges Kunstensemble von Ansgar Nierhoff, das er Ausgleich nach dem Bildersturm genannt hat. Es besteht aus einer Stahlkugel und, unmittelbar an das Mauerwerk des Münsters angelehnt, einer Stange und zwei Kreishälften.
Auf dem Martinsplatz liegen seit 2002 die aus thailändischem Granit gehauenen Köpfe von Cassius und Florentius, die der türkische Künstler Iskender Yediler geschaffen hat.

### Innen: Orgel

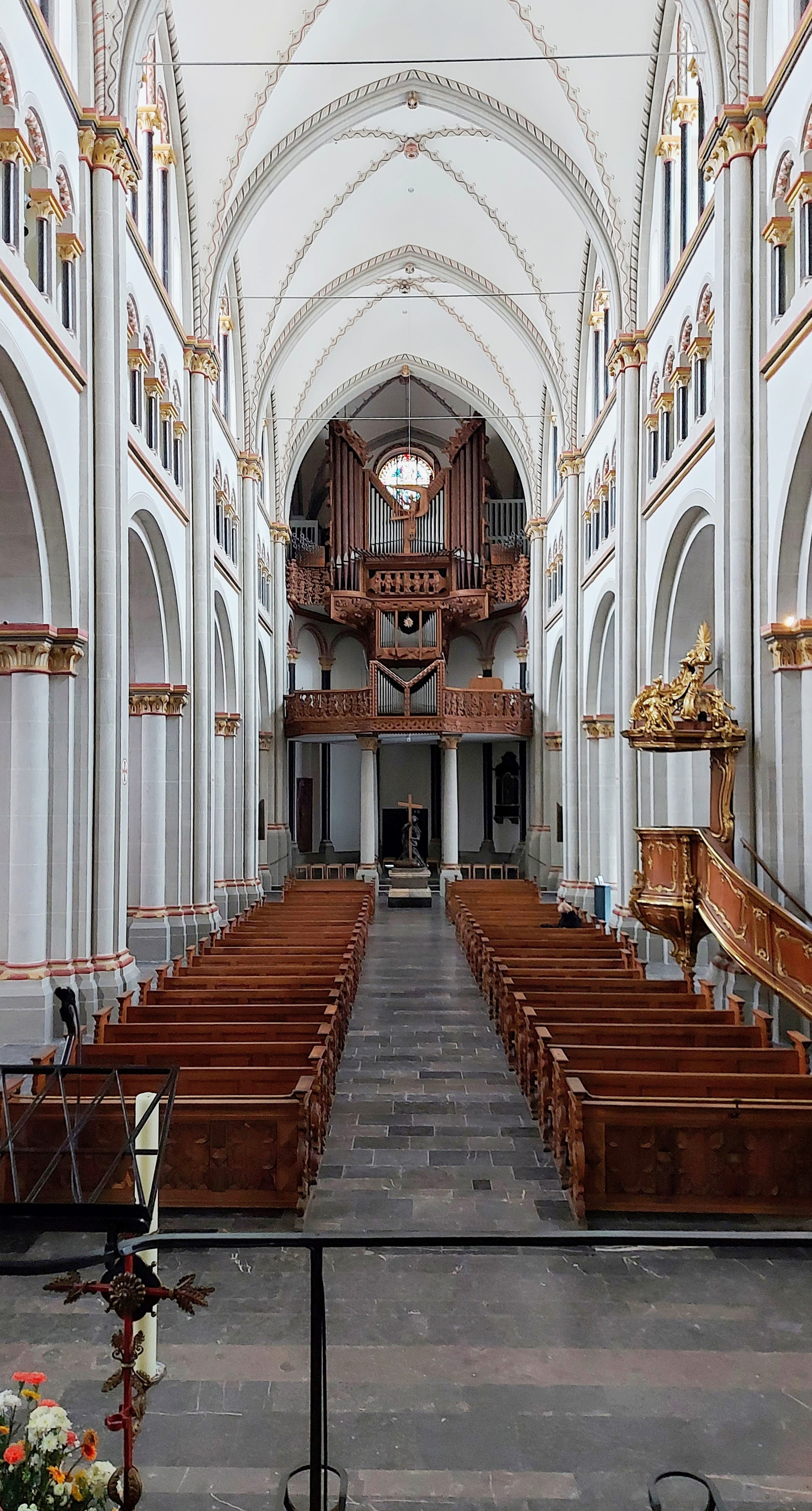
Langhaus, Klais-Orgel in der Westapsis

Eine erste Orgel im Bonner Münster lässt sich für das Jahr 1230 nachweisen; das Instrument befand sich zunächst an der Ostwand im nördlichen Querschiff. Im 15. Jahrhundert wurde das Instrument dann ins Mittelschiff umgesetzt, und dort als Schwalbennest-Orgel installiert. Im Jahre 1652 wurde im Westchor des Münsters eine neue Orgel errichtet, welche mit 1.200 Talern sehr teuer war. Im Jahre 1794 wurde im Münster eine Orgel aufgestellt, die von dem Orgelbauer Peter Kemper (Poppelsdorf) an sich für eine Kirche im lettischen Riga erbaut worden war, die allerdings aufgrund Anweisung der französischen Besatzer nicht nach Riga ausgeliefert werden durfte. Dieses Instrument wurde bis in die 1920er-Jahre gespielt, als die Orgelbaufirma Klais den Auftrag erhielt, eine neue große Orgel für das Münster zu erbauen. Geplant waren zunächst 109 Register; realisiert wurden aber zunächst nur 30 Register, die später auf 70 Register ausgebaut werden sollten. Das Instrument – Opus 937 von Orgelbau Klais – wurde 1940 eingeweiht, allerdings bei einem Bombentreffer stark beschädigt. Nach dem Krieg wurde es als Behelfsorgel wiederhergestellt und bis 1961 genutzt; heute befinden sich Teile dieses Instrument in St. Michael (Endenich), wo aus den Resten des Pfeifenmaterials der Münsterorgel ein gehäuseloses Instrument von Johannes Klais Orgelbau entstanden ist.
Die heutige Orgel auf der Westempore wurde im Jahre 1961 als Opus 1208 ebenfalls von dem Orgelbauer Johannes Klais (Bonn) erbaut. Das Instrument hatte zunächst 60 Register und wurde 1982 auf heute 69 Register (5112 Pfeifen) auf vier Manualwerken und Pedal erweitert. Das Schwellwerk ist in zwei Sektionen (Schwellwerke A und B) unterteilt. Das Hauptwerk verfügt über drei Horizontal-Register. Die Spieltrakturen und die Registertrakturen sind jeweils elektrisch.
Eine Besonderheit des Instruments ist der Orgelprospekt, der von dem Bildhauer Manfred Saul (Hennef, Sieg) gestaltet wurde. Das mit hölzernen Skulpturen geschmückte Gehäuse zeigt zum einen biblische Begebenheiten, und zum anderen auch zeitgenössische Ereignisse, etwa die erste erfolgreiche Transplantation eines menschlichen Herzens, und die ersten Astronauten im All.
2022 wurde die Disposition der Orgel um ein Register Celesta erweitert.
| I Rückpositiv C–a3 |                 |         |
| 1.                 | Quintade        | 08′     |
| 2.                 | Holzgedackt     | 08′     |
| 3.                 | Ital. Principal | 04′     |
| 4.                 | Spillflöte      | 04′     |
| 5.                 | Principal       | 02′     |
| 6.                 | Terz            | 01 3⁄5′ |
| 7.                 | Sifflöte        | 01′     |
| 8.                 | Scharff IV      | 01′     |
| 9.                 | Cymbel II       | 01⁄4′   |
| 10.                | Vox humana      | 08′     |
| 11.                | Schalmey-Regal  | 08′     |
|                    | Tremolo         |         |

| II Hauptwerk C–a3 |                  |        |
| 12.               | Pommer           | 16′    |
| 13.               | Principal        | 08′    |
| 14.               | Rohrflöte        | 08′    |
| 15.               | Gemshorn         | 08′    |
| 16.               | Octav            | 04′    |
| 17.               | Querflöte        | 04′    |
| 18.               | Superoctave      | 02′    |
| 19.               | Cornett V        | 08′    |
| 20.               | Rauschwerk IV-V0 | 02 ⁄3′ |
| 21.               | Mixtur IV        | 01 ⁄3′ |
| 22.               | Trompete         | 08′    |

| Chamaden C–a3 |                       |     |
| 23.           | Trompete magna        | 16′ |
| 24.           | Trompete de Batalla 0 | 08′ |
| 25.           | Bajoncillo            | 04′ |

| III Schwellwerk C–a3 |                   |        |
|                      | Sektion A (leise) |        |
| 26.                  | Gamba             | 08′    |
| 27.                  | Schwebung         | 08′    |
| 28.                  | Spitzgedackt      | 08′    |
| 29.                  | Koppelflöte       | 04′    |
| 30.                  | Schwegel          | 02′    |
| 31.                  | Terzcymbel III    | 01⁄4′  |
| 32.                  | Hautbois          | 08′    |
|                      | Tremulant         |        |
|                      | Sektion B (stark) |        |
| 33.                  | Bordun            | 16′    |
| 34.                  | Principal         | 08′    |
| 35.                  | Offenflöte        | 08′    |
| 36.                  | Principal         | 04′    |
| 37.                  | Nasard            | 02 ⁄3′ |
| 38.                  | Septime           | 01 ⁄7′ |
| 39.                  | Acuta IV-V        | 02′    |
| 40.                  | Fagott            | 16′    |
| 41.                  | Trompette harm.   | 08′    |
| 42.                  | Clairon           | 04′    |
|                      | Tremulant         |        |

| IV Unterwerk C–a3 |                  |        |
| 43.               | Singend Gedackt0 | 08′    |
| 44.               | Salicional       | 08′    |
| 45.               | Praestant        | 04′    |
| 46.               | Holzflöte        | 04′    |
| 47.               | Blockflöte       | 02′    |
| 48.               | Larigot          | 01 ⁄3′ |
| 49.               | Sesquialter II   | 02 ⁄3′ |
| 50.               | Mixtur III-IV    | 01 ⁄3′ |
| 51.               | Trichterdulcian  | 16′    |
| 52.               | Krummhorn        | 08′    |
|                   | Tremulant        |        |

| Pedal C–g1 |                |         |
| 53.        | Untersatz      | 32′     |
| 54.        | Principalbass  | 16′     |
| 55.        | Principal      | 16′     |
| 56.        | Subbass        | 16′     |
| 57.        | Quinte         | 10 2⁄3′ |
| 58.        | Octav          | 08′     |
| 59.        | Rohrpommer     | 08′     |
| 60.        | Octav          | 04′     |
| 61.        | Flöte          | 04′     |
| 62.        | Nachthorn      | 02′     |
| 63.        | Nonencornett V | 02 ⁄3′  |
| 64.        | Pedalmixtur V  | 02 ⁄3′  |
| 65.        | Kontraposaune  | 32′     |
| 66.        | Posaune        | 16′     |
| 67.        | Trompete       | 08′     |
| 68.        | Zink           | 04′     |
| 69.        | Cornett        | 02′     |
|            | Tremolo        |         |

- Koppeln:
  - Manualkoppeln: I/II, III(A)/II, III(B)/II, IV/II, III(A)/I, III(B)/I, IV/I, IV/III,
  - Pedalkoppeln: I/P, II/P, III(A)/P, III(B)/P, IV/P
  - Chamadwerkskoppeln: Ch/I, Ch/II, Ch/III, Ch/IV, Ch/P
- Spielhilfen: Setzeranlage, 3 Freie Kombinationen, Tutti, Registercrescendo.

### Glocken
Das Geläut besteht aus acht historisch bedeutsamen Glocken. Die sechs größeren Glocken, gegossen von Martin Legros aus Malmedy 1756 und am 8. Dezember desselben Jahres geweiht, bildeten das Geläut der ehemaligen Stiftskirche St. Cassius und Florentius. Die vier größeren Glocken waren das Sonn- und Festtagsgeläut, die beiden kleineren Glocken dienten hingegen als Chorgeläut für die Stundengebete des Stiftes. Mit dessen Aufhebung und dem Abriss der benachbarten Pfarrkirche St. Martin wurde nicht nur deren Patronat, sondern auch ihr zweistimmiges Pfarrgeläut aus den Jahren 1687 und 1757 übertragen.
Zweimal liefen die Münsterglocken Gefahr, zerstört zu werden. In den Weltkriegen sollten sie eingeschmolzen werden, wozu sie auf den Glockenfriedhof nach Hamburg gebracht wurden. Beide Male entgingen die Glocken ihrer Zerstörung und kehrten nach Bonn zurück. Des Weiteren riss beim Hochziehen der zweitgrößten Glocke ein Seil, doch den 20 Meter tiefen Sturz überstand sie. Jedoch ist an der Schärfe (untere Kante der Glocke) ein Stück Glockenbronze herausgebrochen. Alle Glocken hängen im barocken Holzglockenstuhl in der Glockenstube des 81,4 Meter hohen Vierungsturmes.
Die Glocken von 1756 bilden eines der größten noch vollständig erhaltenen und aus einem Guss entstandenen Barockgeläute.
Am 1. Weihnachtstag 2014 brach der Klöppel der Kurfürstenglocke, war aber bis zum Stadtpatronenfest 2015 wieder erneuert.
| Nr. | Widmung                                         | Gussjahr | Gießer           | Masse (kg, ca.) | Durchmesser (mm, ca.) | Schlagton (HT-1/16) | Herkunft         |
| --- | ----------------------------------------------- | -------- | ---------------- | --------------- | --------------------- | ------------------- | ---------------- |
| 1   | Muttergottes und Clemens, gen. Kurfürstenglocke | 1756     | Martin Legros    | 3.400           | 1.780                 | b0 –2               | –                |
| 2   | Cassius und Florentius, Mallusius und Achatius  | 1756     | Martin Legros    | 2.400           | 1.580                 | h0                  | –                |
| 3   | Helena                                          | 1756     | Martin Legros    | 1.650           | 1.390                 | d1 –7               | –                |
| 4   | Donatus und Agatha                              | 1756     | Martin Legros    | 1.450           | 1.320                 | es1 –5              | –                |
| 5   | Joseph                                          | 1756     | Martin Legros    | 280             | 770                   | c2 –9               | –                |
| 6   | Johannes Nepomuk                                | 1756     | Martin Legros    | 200             | 690                   | d2 –6               | –                |
| 7   | Dreifaltigkeit                                  | 1757     | Martin Legros    | 220             | 700                   | d2 +3 [=es2 –13]    | ehem. St. Martin |
| 8   | Jesus, Maria und Joseph                         | 1687     | Johannes Bourlet | 110             | 550                   | fis2 [=ges2] –5     | ehem. St. Martin |

| Glocke Nr. | Inschrift |
| ---------- | --- |
| 1          | Auf Veranlassung von Clemens August, dem Herzog von Bayern, Erzbischof von Köln, Kurfürst des heiligen Römischen Reiches, berühmter Meister des deutschen Ordens, Bischof von Paderborn, Hildesheim, Münster und Osnabrück ist, ausgezeichnet zu seiner Zeit durch fürstliche Freigebigkeit und Ehre seiner Tugend. Der Kirche und Stadt zur Zierde und zum Wohle. In Ewigkeit göttlichen Willens der Jungfrau und Gottesmutter und dem heiligen Klemens das Lob. Ich wurde 1756 gegossen. |
| 2          | Dem hochwürdigsten und erlauchten Manne Johann Arnold Joseph von Achatius, Stiftsherr der Kölner Domkirche, von St. Cassius und Florentius zu Bonn, von Sankt Andreas in Köln und des adligen Klosters Schwarz-Rheindorf, sowie seiner vortrefflichen und tugendhaften Schwester und Klosterfrau Franziska Theresia von Achatius, die sich beide um die Münsterkirche sehr verdient gemacht, widmet das Bonner Capitel durch diese Glocke ein immer dauerndes Denkmal im Jahr 1756. Martinus Legros aus Malmedy hat mich zu Ehren der heiligen Cassius, Florentius, Malusius, der Schutzpatrone dieser Kirche sowie zur Ehre des heiligen Achatius gegossen. |
| 3          | Der heiligen Helena Augusta, der Gründerin der Bonner Kirche, der hehren Mutter, haben dies eherne Denkmal aus Frömmigkeit und Dankbarkeit gewidmet die Prälaten und Stiftsherren 1756. Legros goss mich. |
| 4          | Dem heiligen Bischof und Märtyrer, dem heiligen Donatus und der heiligen Jungfrau und Märtyrerin Agatha, den Schutzpatronen gegen Blitze und Feuer gewidmet 1756. Martinus Legros goss mich. |
| 5          | Dem göttlichen Joseph, der allerheiligsten Gottesgebärerin versprochen, 1756. Auf Kosten der Erzbruderschaft der seligen Jungfrau Maria zur Fürsprache der Verstorbenen. Legros goss mich. |
| 6          | Dem heiligen Märtyrer Johannes von Nepomuk, 1756. Legros goss mich. |
| 7          | Zu Ehren der Dreifaltigkeit, 1757. Legros goss mich. |
| 8          | JESUS, MARIA, JOSEPH / JOH. BOURLET VON GIRLICH GOSS MICH / 1687 |

Es wird jeweils eine Viertelstunde vor Gottesdienstbeginn geläutet. Die Dauer des Läutens richtet sich nach Art des Anlasses.
| Anlass | Anzahl Glocken | 10 | 20 | 30 | 40 | 50 |   | 60 | 70 | 8 |
| --- | -------------- | -- | -- | -- | -- | -- | - | -- | -- | - |
| Weihnachten, Jahreswechsel, Ostern, das Stadtpatronefest und Fronleichnamsprozession; Eröffnung der Festdekade, Festhochamt mit Kerzenopfer des Rates der Stadt Bonn und Abschluss des Stadtpatronefestes | 8              | 1  | 2  | 3  | 4  | 5  | 6 | 7  | 8  |   |
| Werktage der Festdekade | 6              |    | 2  |    | 4  | 5  | 6 | 7  | 8  |   |
| Sonntageinläuten am Vorabend um 19 Uhr (zuvor 3 mal 3 Schläge auf Glocke 2) und übrige Hochfeste | 4              | 1  | 2  | 3  | 4  |    |   |    |    |   |
| Hochamt im Jahreskreis, Pontifikalamt | 3              | 1  | 2  |    | 4  |    |   |    |    |   |
| Palmsonntag, Gründonnerstag | 3              | 1  |    | 3  | 4  |    |   |    |    |   |
| Sonntagsmessen im Jahreskreis (mittags und abends) | 3              |    | 2  | 3  | 4  |    |   |    |    |   |
| Allerseelen | 2              | 1  |    | 3  |    |    |   |    |    |   |
| Sonntagsmessen in der Fastenzeit (mittags und abends) | 2              |    | 2  | 3  |    |    |   |    |    |   |
| Feste an Werktagen | 2              |    | 2  |    | 4  |    |   |    |    |   |
| Abendmesse werktags | 1              |    |    | 3  |    |    |   |    |    |   |
| Morgenmesse werktags, Mittagsgebet | 1              |    |    |    | 4  |    |   |    |    |   |
| Angelusläuten um 7 und 19 Uhr (sonntags auch um 12 Uhr), zuvor 3 mal 3 Schläge auf Glocke 2 | 1              |    |    |    |    | 5  |   |    |    |   |

## Stadtdechanten und Pfarrer am Bonner Münster (Auswahl)
- 1920–1949: Johannes Hinsenkamp (†)
- 1949–1973: Hermann Josef Stumpe (†)
- 1973–1975: Josef Plöger (†)
- 1975–1983: Walter Jansen (†)
- 1983–1998: Wilhelm Passavanti (†)
- 1998–2018: Wilfried Schumacher
- 2019–2024: Wolfgang Picken (†)
- Februar 2024 bis Februar 2025: Bernd Kemmerling (kommissarisch)
- seit 1. März 2025: Markus Hofmann[16]

## Krönungsstätte
Das Bonner Münster wurde in seiner Geschichte zweimal Krönungsstätte deutscher Könige.
Heinrich II. von Virneburg krönte am 25. November 1314 Friedrich III. von Österreich (genannt der Schöne) zum deutschen König, nachdem zuvor dessen Vetter Ludwig von Bayern zum König gewählt und in Aachen gekrönt worden war. Als Gegenkönig konnte Friedrich III. sich bis 1322 halten, dann wurde er in der Schlacht bei Mühldorf vernichtend geschlagen.
Die zweite Königskrönung fand am 26. November 1346 statt. Diesmal krönte Erzbischof Walram von Jülich auf Wunsch und Drängen des Papstes den Markgrafen Karl von Mähren zum Gegenkönig. Karl IV., wie er sich von nun an nannte – 1355 in Rom zum Kaiser gekrönt und Begründer der Universität Prag – gilt als einer der bedeutendsten Herrscher des Mittelalters.

## Basilica minor
Pfingstsonntag 1956 erhob der Apostolische Nuntius, Erzbischof Aloysius Muench, das Münster zur Päpstlichen Basilica minor. Das Münster sei wegen seiner historischen Vergangenheit, Schönheit und Monumentalität das „wertvollste Denkmal“ in der Stadt, schrieb Papst Pius XII. zur Begründung der Auszeichnung.

## Restaurierungsarbeiten
Am 2. Februar 2006 wurde im Zuge von Restaurierungsarbeiten eine neue Bekrönung auf dem Bonner Münster installiert. Sie ersetzt einen schmucklosen fünfzackigen Blitzableiter. Außer einem Kreuz ist die Bekrönung mit einer vergoldeten Krone mit einem Durchmesser von 1,5 Meter geschmückt.
Zur Durchführung umfangreicher Sanierungsarbeiten am und im gesamten Münster wurde die Kirche im Juli 2017 „für mindestens zwei Jahre“ geschlossen. Die Generalsanierung betraf insbesondere die Statik der Basilika sowie das äußere Mauerwerk, das zu einem großen Teil durch Witterungseinflüsse geschädigt worden war. Außerdem wurden Kunstwerke wie Altäre, die Wandmalereien im Hochchor und das Apsismosaik gereinigt und ausgebessert.
Der sanierte Kreuzgang wurde am 3. Juni 2021 (Fronleichnam) wiedereröffnet, Krypta und Innenraum der Basilika am 31. Oktober 2021. Der Abschluss der gesamten Sanierungsmaßnahme ist für die Folgejahre geplant.
Die Kosten waren mit rund 22,2 Millionen Euro veranschlagt, deren Großteil das Erzbistum Köln trägt.
Am 31. Oktober 2021 wurde das Bonner Münster feierlich wieder eröffnet. Die Außenarbeiten wurden allerdings erst zum Fest der Stadtpatrone (15. bis 21. Oktober 2023) fertiggestellt.

## Bonner Münster als Vorbild für die Berliner Gedächtniskirche
Zur Zeit Preußens studierten die Kronprinzen des Hauses Hohenzollern in Bonn an der Rheinischen Friedrich-Wilhelms-Universität. Kaiser Wilhelm II., der in Bonn studiert hatte, war von der Architektur des Bonner Münsters so sehr beeindruckt, dass er später maßgeblichen Einfluss auf die Bauarbeiten der Kaiser-Wilhelm-Gedächtniskirche in Charlottenburg nahm und sie in Anlehnung an das Münster gestalten ließ.

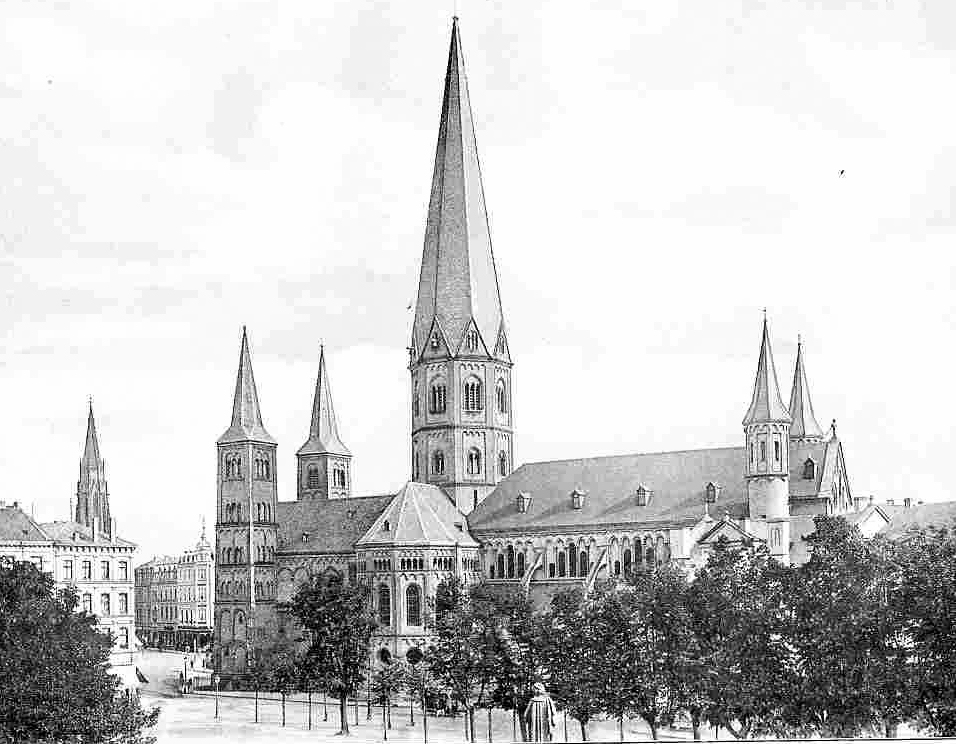
Bonner Münster (Grafik von 1905)
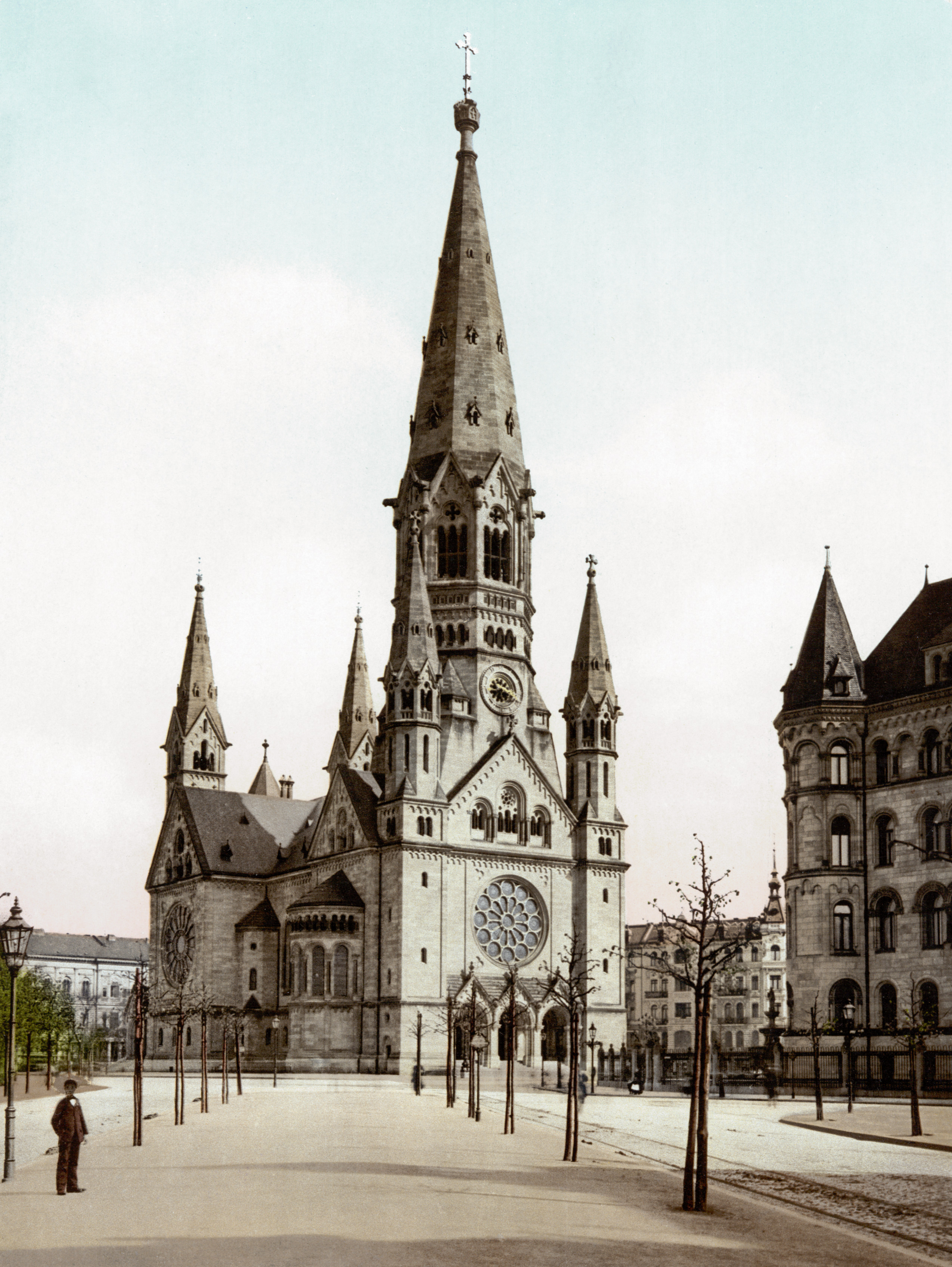
Kaiser-Wilhelm-Gedächtnis-Kirche in Berlin entstand nach dem Vorbild des Bonner Münsters (um 1900)